# Ghost Box
La Ghost Box è un'etichetta discografica indipendente britannica.

## Storia
La Ghost Box venne aperta nel 2004 a Londra dal produttore Jim Jupp e dal designer grafico dell'industria musicale Julian House con l'intenzione di diventare uno sbocco creativo per i loro esperimenti sonori. Fra gli artisti contrattati dalla Ghost Box vi sono Belbury Poly, The Focus Group, The Advisory Circle, i Broadcast, John Foxx, i Plone e i Beautify Junkyards.

## Caratteristiche
Il distintivo stile musicale psichedelia e spettrale degli artisti della Ghost Box viene spesso correlato alla corrente musicale hauntology per la sua tendenza a ispirarsi direttamente a varie fonti culturali britanniche del passato e cadute in disuso, fra cui musica elettronica di vecchia data e per sonorizzazioni, ai film di pubblica informazione, a risorse educative di sorta (documentari, libri di testo scolastici), ai programmi di fantascienza della BBC, così come all'occulto, al paranormale, al cosmicismo, al folklore inglese e all'estetica delle pubblicazioni di certe case editrici britanniche, come la Penguin e la Pelican Publishing.
Jupp e House, i due fondatori, sostengono che la musica dell'etichetta rifletta i ricordi di un passato immaginato oppure segnato dal deteriorarsi della memoria o che rifletta "la nostalgia per un futuro che non è mai accaduto in cui vi appare una visione distorta e alternativa di un'Inghilterra segnata dai rifiuti del riordino postbellico". Similmente, Belbury Poly (ovvero Jim Jupp), sostiene che le uscite della Ghost Box siano sempre concepiti come artefatti da un mondo parallelo, familiare, elegante, ma in qualche modo "sbagliato", un mondo atemporale in cui tutta la cultura racchiusa di un periodo storico di circa 20 anni (1958-1978) si ripresenta nel suo complesso.
Secondo Jupp e House, tutte le copertine delle pubblicazioni della Ghost Box avrebbero dovuto presentare una simile sensibilità del design e alludere a una dimensione parallela che permea nella memoria collettiva britannica.